# Torre de vigilancia de San Esteban de Zapardiel

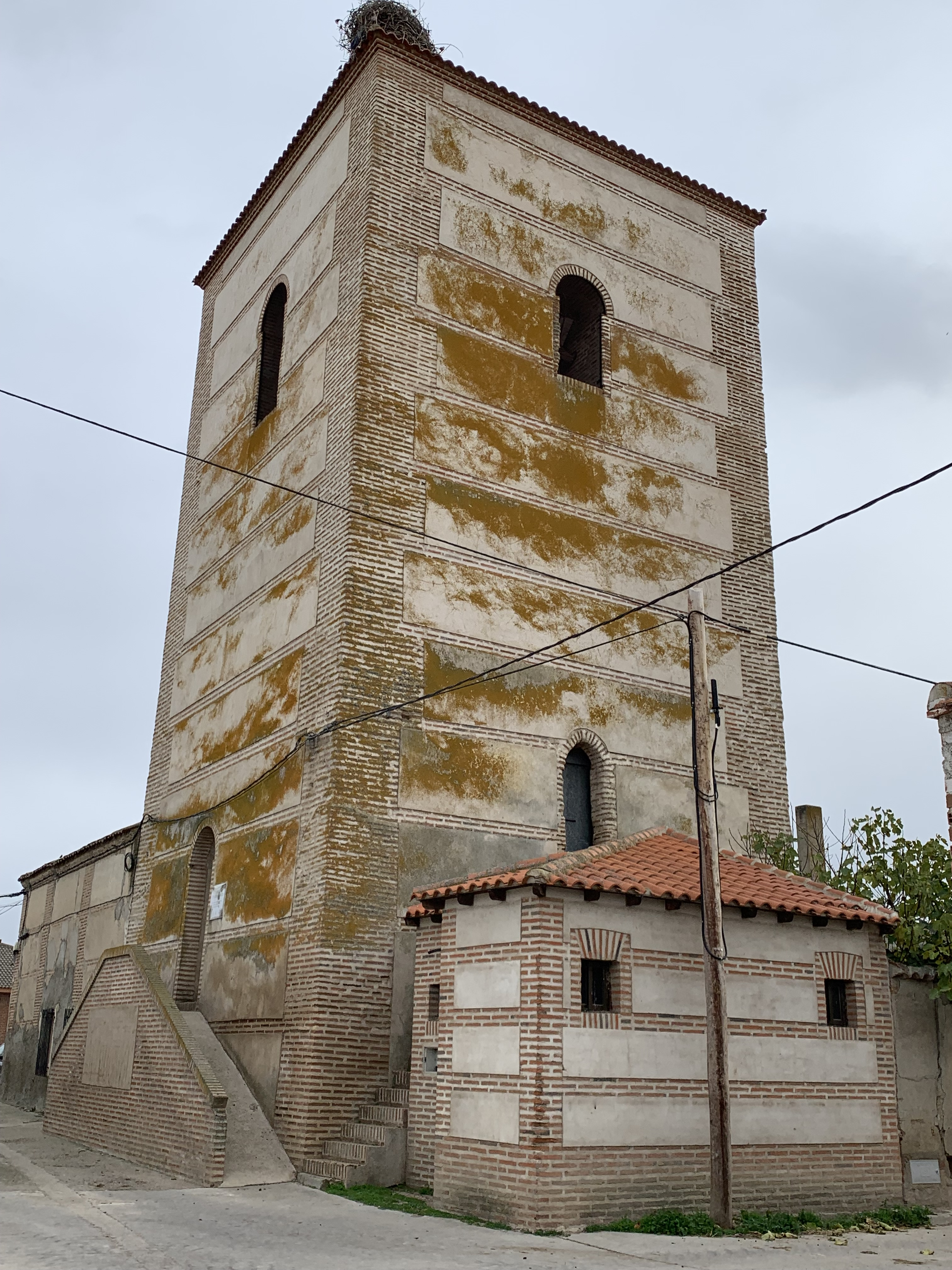
Torre de vigilancia de San Esteban de Zapardiel.

La torre de vigilancia de San Esteban de Zapardiel, es una fortificación vigía, de estilo mudéjar del principios del siglo XIII. Hecha de ladrillo, mampostería y de adobe. Es una arquitectura de tipo popular y edificada por la necesidad de protección, tras la Reconquista de la Tierra de Arévalo, por Alfonso VI. Se encuentra en la comarca de la baja Moraña, donde son comunes este tipo de torres, por ser una zona fronteriza durante el siglo XII y XIII.  

## Ubicación
La torre de San Esteban de Zapardiel se encuentra en la localidad homónima, en la comarca de la Moraña, al norte de la provincia de Ávila, España. La Moraña es una región de vastas llanuras cerealistas salpicadas de pequeñas localidades que, durante la Edad Media, desempeñaron un papel crucial en la defensa del territorio frente a los ataques musulmanes y los conflictos entre reinos cristianos.  

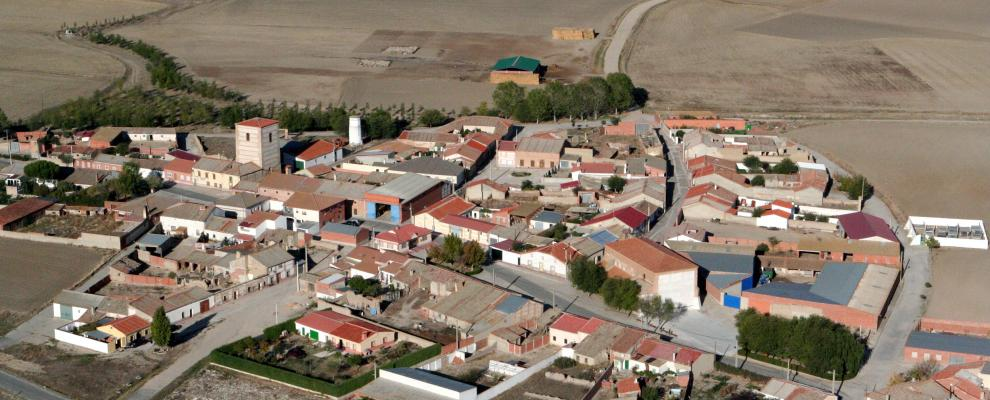
Vista aérea de San Esteban de Zapardiel, con la torre destacando entre el paisaje.

El pueblo de San Esteban de Zapardiel está situado a 11 kilómetros de Madrigal de las Altas Torres y a 19 kilómetros de Arévalo, dos importantes núcleos históricos de la comarca. Su posición estratégica y su conexión visual con otras torres de vigilancia hacen de esta construcción un testimonio fundamental de la organización defensiva medieval en Castilla.

## Descripción

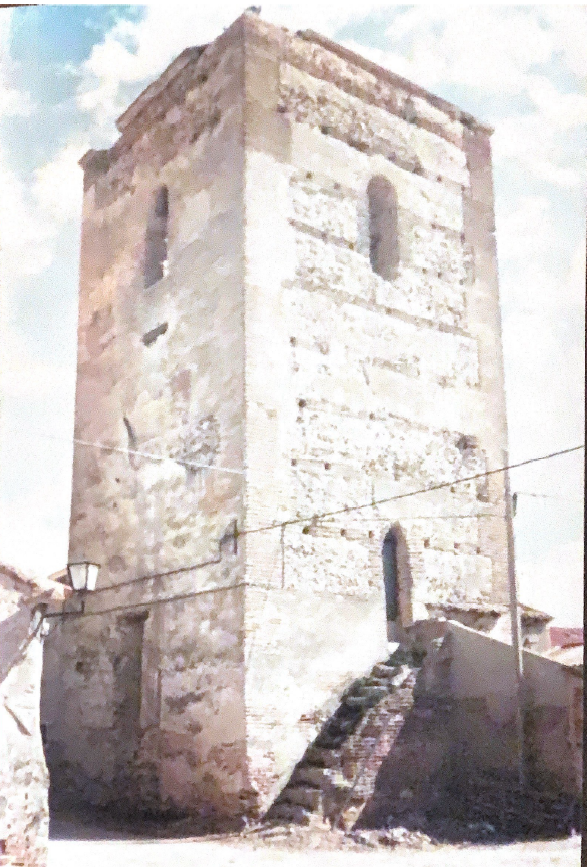
Torre de San Esteban de Zapardiel antes de ser restaurada en 2001

La torre de vigilancia de San Esteban de Zapardiel es una atalaya de planta cuadrada, que ocupa 62 m² de superficie y mide 16,6 metros de alto. Construida en forma de talud, a bases de cajas de mampostería de cantos de río, ladrillo en los esquinales y rematada con techumbre a cuatro aguas de teja naranja. Cuenta con un acceso principal en su lateral este y un acceso, sobre el nivel del suelo, en su cara norte. En su interior, respondía a una tipología común al resto de torres de la zona, torres compartimentadas en estancias, cubiertas de bóvedas de cañón y con la escalera interna de tramos. Por su puerta lateral original, la de la zona este, se accede a una escalera de ladrillo visto, con una barandilla de rejería, probablemente barroca. Subiendo esa escalera de tramos, que gira a la derecha, en una sucesión de arcos de medio punto, llegando a la planta superior. En esta se abren cuatro vanos, con campanas en tres de ellos (norte, este  y oeste), vanos de medio punto, que se estrechan en su centro, como el norte, para soportar el peso de las campanas. Sobre la techumbre, se ha perdido un pináculo o espadaña por el derrumbamiento de esta. 
La última planta, la que no se encuentra a la vista, sería el reducto de un antiguo caserío de la Edad Media, donde el espacio se usó para hacer una vivienda. Es decir, el muro de la torre, es el muro de la casa y este sustenta su peso. Es una casa que cuenta con dos alcobas, habitación para la servidumbre y un patio interior.  
Construida con ladrillo de tejar, responde al estilo mudéjar del siglo X al XIV, y a los tipos encontrados en la comarca.   

### Evolución del edificio

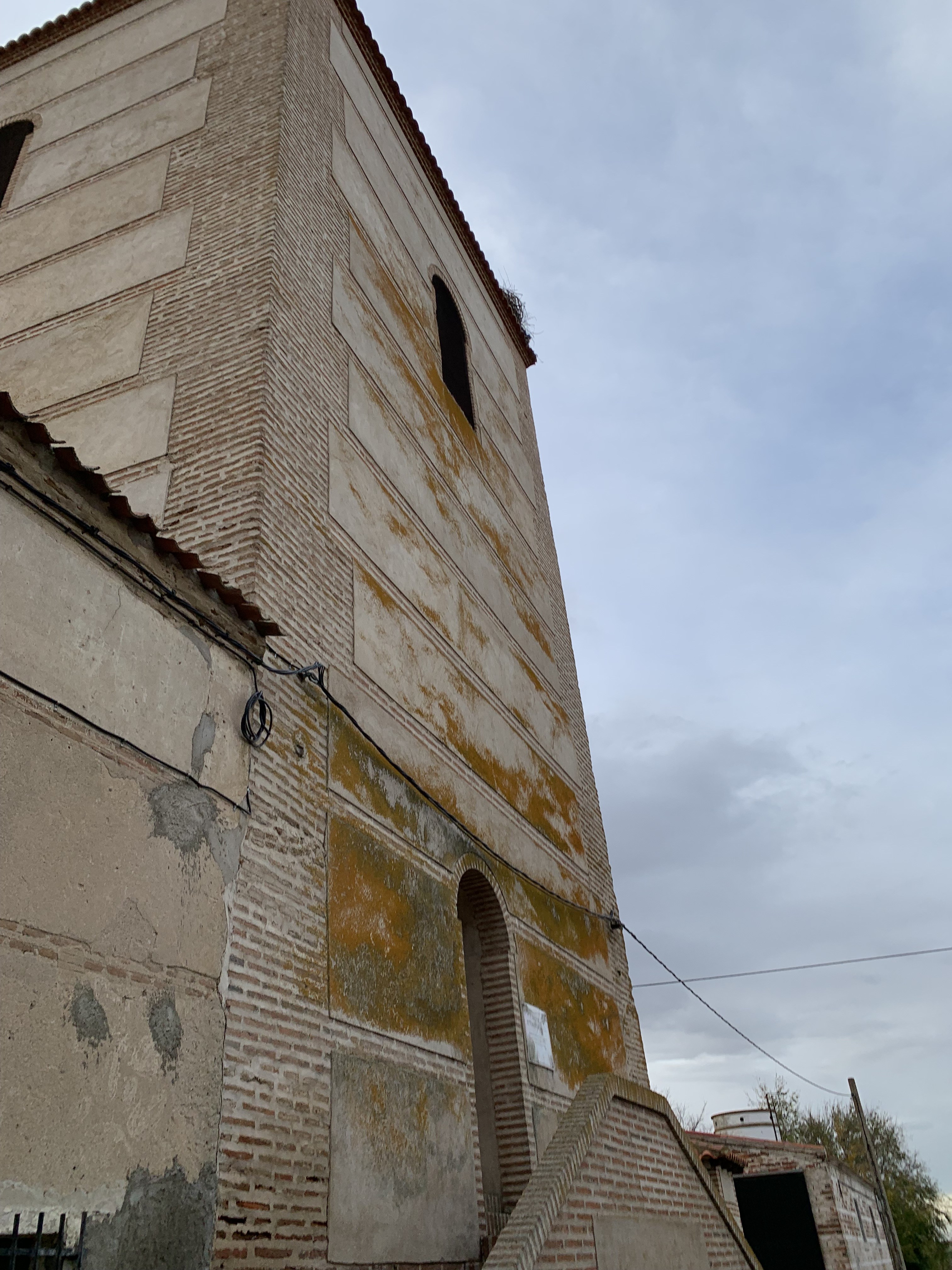
Planta baja de la torre, donde está ubicada la casa particular, que antes era la casa del cura.

El edificio en el siglo XIII, en la primera década, su función era la de torre vigía. No podemos conocer su estado original, pues se supone que en la planta baja del todo, existiría un gran caserío que no permitiera la construcción de la iglesia. En otros pueblos como Castellanos de Zapardiel, a menos de 2km de San Esteban, la torre si esta junto a la iglesia y en Muriel de Zapardiel, pueblo a 7 km de San Esteban, la torre si está algo separada del templo. 
En el siglo XVI, se le añadieron unas campanas, para darle la nueva función de campanario, de las cuales hoy no quedan ninguna. Ensanchando así los arcos de medio punto por el centro, estrechando el vano en el interior, para que este pudiera aguantar el peso de las campanas.  
En 1950, se hizo una labor de conservación, donde unos albañiles de Arévalo vinieron a ponerle piso, y a pintarla. 
En el siglo XVIII, el ayuntamiento empezó arrendar la primera planta como panera a terratenientes para poder guardar el grano. 
Entre el siglo XX, entre 1950 a 1980, la techumbre se hundió perdiendo su estructura original y un pináculo o espadaña que estaba en el centro del tejado. 
En los comienzos del siglo XX, se cubrió de hormigón sus cajas de mampostería de cantos de río, además de consolidar su escalera lateral, hecha de adobe, que estaba medio derruida. Añadir, una escalera que conectará la planta primera con el suelo, y una rampa para que fuera más accesible. En su interior se derrumbaron los compartimentos, y se hizo una escalera nueva por la que poder subir a lo alto del campanario. Además de añadirse unas puertas de chapa sobre las puertas de madera originales. Se tiró abajo todo los compartimentos internos, y los diferentes accesos que había para llegar a ellos, dejando una planta diáfana, fría y blanca. Pues, se recubrió todo el interior de hormigón, tapando el ladrillo visto que tenía.  

### Restauraciones
Restauraciones o labores de conservación propiamente dichas encontramos ya en 1769, en el libro de la parroquia de San Esteban aparece lo siguiente: 
Puerta de la torre. Ytem veinte y cinco reales y diez y siete maravedíes que importó componer la puerta de la torre, consta de rezibo. 
En 1936, también conocemos la labor de Francisco Duque, en una intervención, pues dice así: 
He recibido del Sr. Cura Párroco de este pueblo de San Esteban de Zapardiel la cantidad de sesenta y cuatro céntimos correspondientes a las obres siguientes de torre e Iglesia...
En 1950, unos albañiles de Arévalo vinieron a poner piso a la planta de abajo de la torre, que estaba muy deteriorado, y era de barro pisado. Eso al menos dicen testimonios orales de los habitantes más mayores del pueblo, aunque el suelo ahora mismo esté sea de ladrillo de adobe, que en algunos tramos está levantado. 
En 2001, a través del impulso de asociaciones de desarrollo rural, como Asodema (que en la actualidad se dedica a programas de formación y reinserción laboral) junto con la campaña Salvemos el mudéjar, se llevó a cabo una restauración del edificio llevado a cabo por Cristina Matas. Se enfoscaron los cajones de mampostería, tapando el canto de río que le daba su valor original al edificio, resaltando su forma sobre las rafas y verdugadas. Además de reconstruirse el acceso original lateral, y uno nuevo en la cara norte, conectando con esa puerta elevada que era la panera en el siglo XVIII. Se hicieron unas escaleras, y una rampa para discapacitados, que es imposible de subir dada su inclinación. Sabemos que existía un agujero que daba a la primera planta, que también debió taparse.

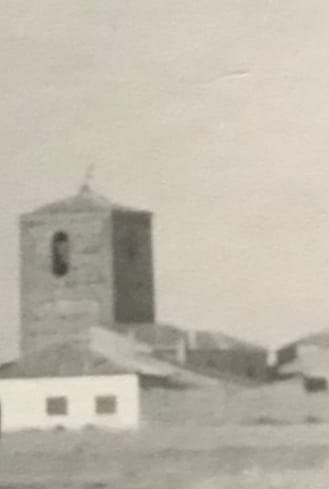
Torre de San Esteban de Zapardiel en 1950

Esta restauración también afecto al interior, pues derribó todos los compartimentos internos, dejando la huella de las vigas originales, y cubriendo todas las paredes de cemento. Dejando como prueba de su estado original en un vano superior cegado. Se re consolidaron algunas arcadas de ladrillo, que se veían muy deterioradas. Sobre todo el último tramo de la escaleras en la cámara superior, siendo un arco mixto entre apuntado y de medio punto, donde si se mira de frente se nota una clara desviación. Se tapió un tramo de escaleras en la zona norte, que también estaba cubierta con una bóveda de cañón.  
Se construyó una escalera de ladrillo, por donde se pasaba el cableado, pero se mantuvo una rejería original del siglo XVII/XVIII. Aun así, la escalera solo conecta la entrada lateral, con la planta superior, creando un desnivel inalcanzable de subir si se entra por la entrada norte, la de nueva creación.  
También se añadió una placa conmemorativa, ya que estas obras estaban enfocadas para que el espacio se usará como museo etnográfico, que por situaciones de la alcaldía, nunca llegó a término. En el interior de la torre encontramos los objetos desperdigados, que se iban a usar para esta colección. Como un arado de mulas, una cruz de rejería y libros antiguos.  
También se construyeron unos baños, en una caseta al lado de la entrada principal, al este del edificio, imitando el estilo constructivo con ladrillo.  

#### Estado de conservación actual
La torre de San Esteban de Zapardiel se encuentra en un buen estado de conservación exterior, sin daños estructurales graves, como derrumbes o imperfecciones. Los muros están intactos, y los vanos y ventanas han sido restaurados, recuperando sus formas originales. Sin embargo, se han instalado rejas en los vanos para evitar la entrada de animales. En 2001, se retiró una enjuta en la base de la torre, lo que ha generado cierta inestabilidad estructural, creando la apariencia de que la torre está sobre una plataforma. 

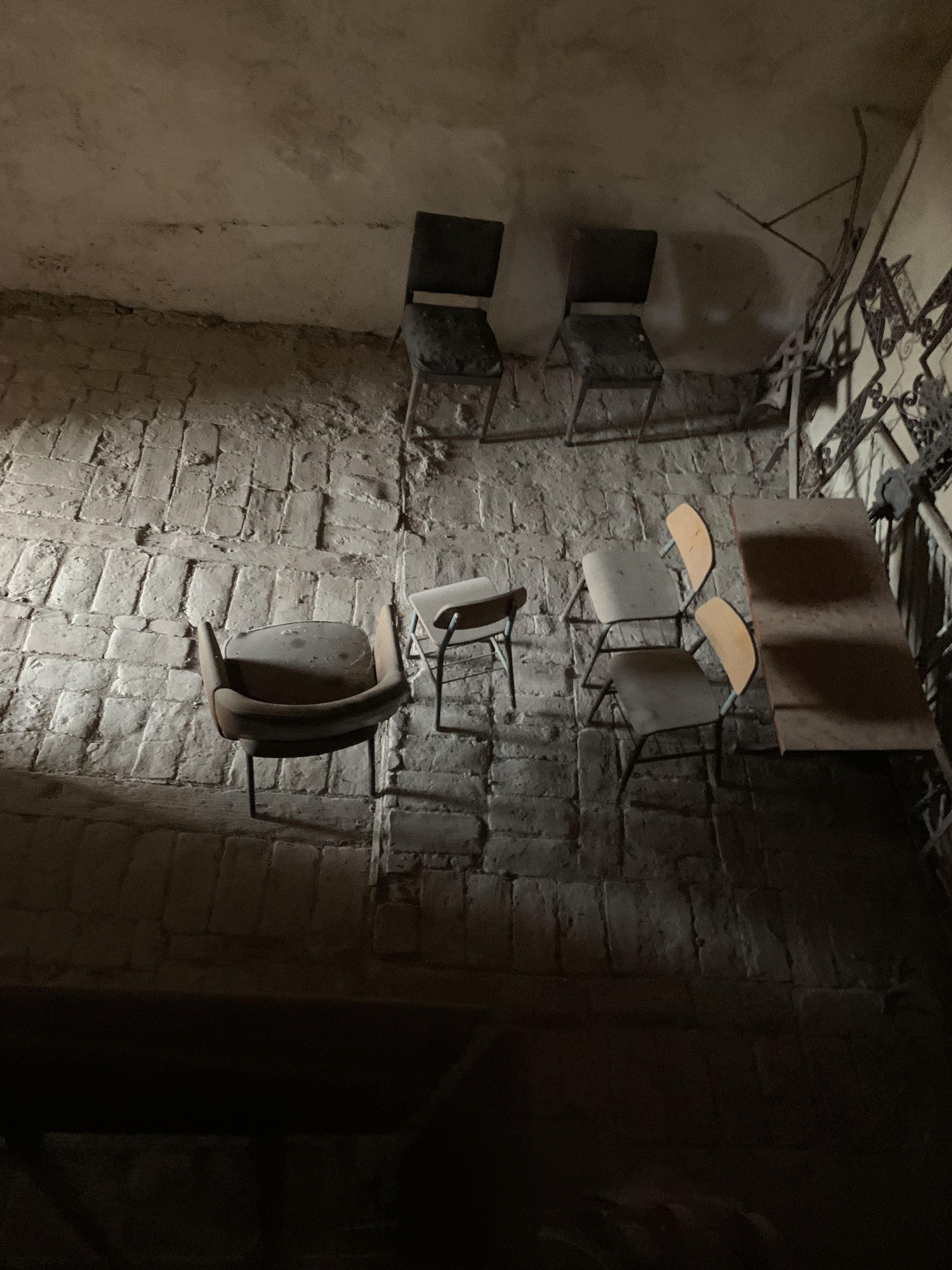
Interior de la primera planta, en la actualidad con los objetos que iban a formar parte del museo etnográfico.

El exterior de la torre fue recubierto con una gruesa capa de cemento, lo que cubrió la mampostería original de cantos de río, diseñada de manera austera pero apreciativa. Este recubrimiento ha ocasionado la retención de humedad en los pisos inferiores y superiores, favoreciendo la aparición de líquenes de color naranja, indicadores de humedad y aire limpio.
El interior de la torre ha sufrido grandes alteraciones durante las restauraciones, eliminando elementos clave de su diseño original, como la mampostería de cantos y la compartimentación interna. El recubrimiento de cemento ha ocultado las paredes de ladrillo original, aunque en la zona superior aún se puede observar un vano cegado de ladrillo. La intervención también afectó la escalera original, que fue modificada, y parte del piso de 1950 fue levantado, dejando polvo y hormigón visto. 
En el campanario, las rejas impiden la entrada de aves, pero hay humedad en la fachada este. Aunque las campanas no están corroídas y los soportes parecen intactos, una de las cuerdas de las campanas está rota. El suelo está cubierto por una fina capa de gravilla, pero la humedad sigue siendo un problema, ya que no es absorbida adecuadamente, lo que podría dañar el cableado en la parte superior.
En resumen, la torre ha perdido muchos de sus elementos estructurales originales debido a las intervenciones, y los problemas de humedad continúan siendo una preocupación significativa para su conservación.

## Usos
La Torre de San Esteban de Zapardiel fue construida en el siglo XIII como una torre de vigilancia durante la Reconquista, cuando la zona de la Moraña era una región fronteriza, sujeta a constantes amenazas. Durante este período, Ávila se encontraba bajo el mandato de Alfonso VI, quien ordenó la repoblación de la zona. La torre de San Esteban se encontraba en un punto estratégico, probablemente conectada con otras torres cercanas como la de Castellanos de Zapardiel, a tan solo 1,8 km de distancia.

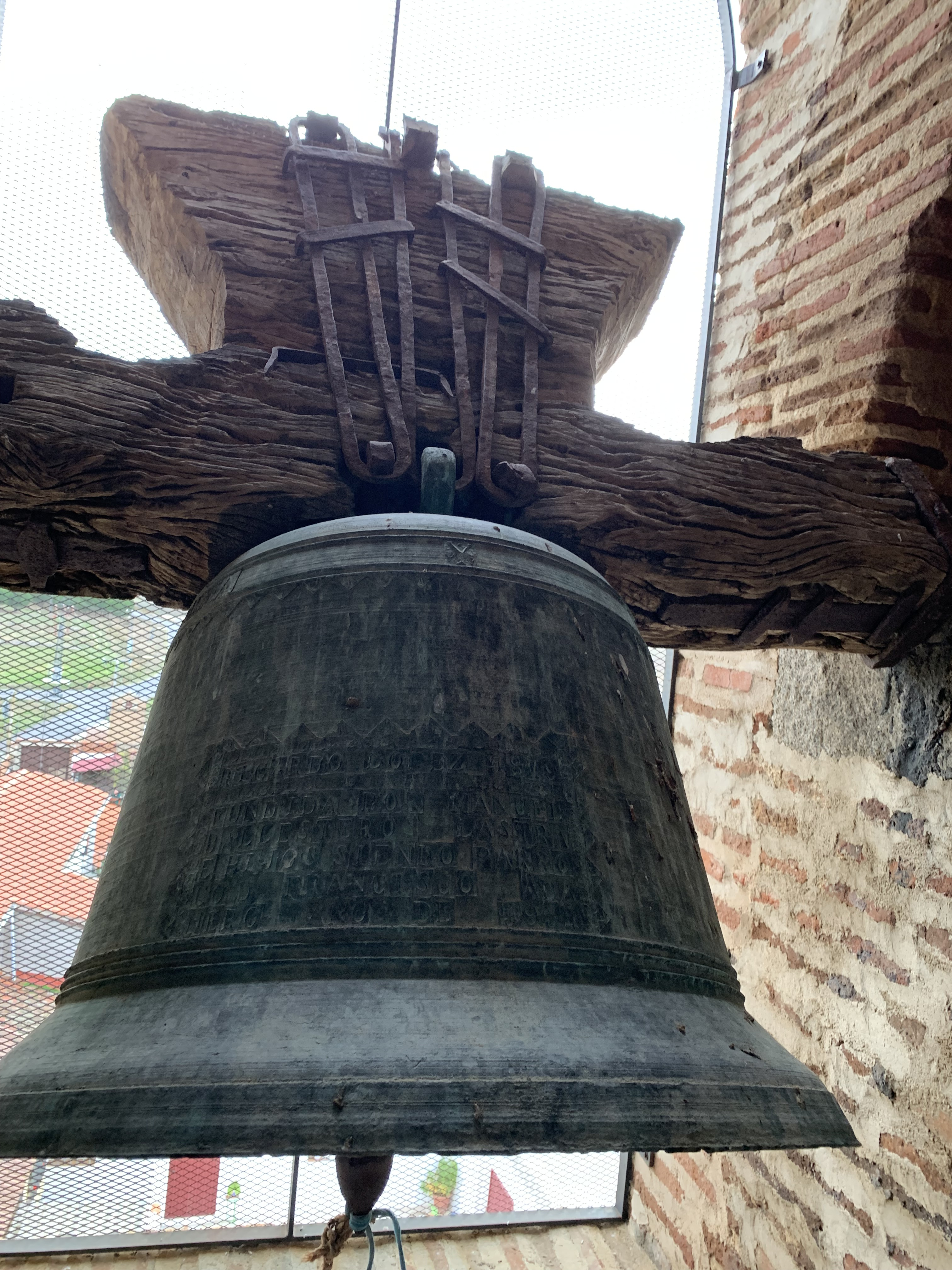
La campana más antigua del campanario superior, de 1897.

Inicialmente, la torre cumplió con funciones defensivas, permitiendo la vigilancia de las aldeas cercanas. Sin embargo, con el avance de la Reconquista y la estabilización de la frontera, la torre pasó de ser un punto de defensa a convertirse en un campanario de la iglesia de Nuestra Señora de la Visitación. A pesar de la expansión de la iglesia en el siglo XVII, con la adición de una nueva nave y una espadaña, el campanario siguió siendo la torre original.
A lo largo de los siglos, la torre ha tenido diversos usos. Desde el siglo XVIII hasta finales del siglo XIX, fue utilizada como panera y almacén, siendo alquilada por la parroquia a terceros, según lo documentado en los libros de cuentas de la época. En el siglo XX, el uso del espacio pasó al ayuntamiento, que continuó alquilandola, lo que le permitió obtener ciertos beneficios.
En cuanto a las campanas, estas han sufrido varios cambios a lo largo del tiempo. En el siglo XVI, la torre se convirtió oficialmente en campanario, pero las campanas originales fueron expoliadas, y las campanas del siglo XVI fueron reemplazadas por nuevas, fundidas en 1998. La campana de 1897, que aún se conserva, reemplazó a una de las originales que se cayó, y el año de su fundición se indica en una inscripción en la campana.
La función de campanario continuó durante siglos, y en el siglo XX, las campanas seguían siendo tocadas a las 12 del mediodía, marcando la hora del Ángelus. También se utilizaban en diversas festividades como el Día de Todos los Santos, donde se realizaba una procesión en la que los jóvenes subían al campanario, tocaban las campanas y cantaban mientras encendían una hoguera. Las campanas también sonaban durante otras festividades importantes, como el Domingo de Resurrección y las fiestas de San León y San Juan.

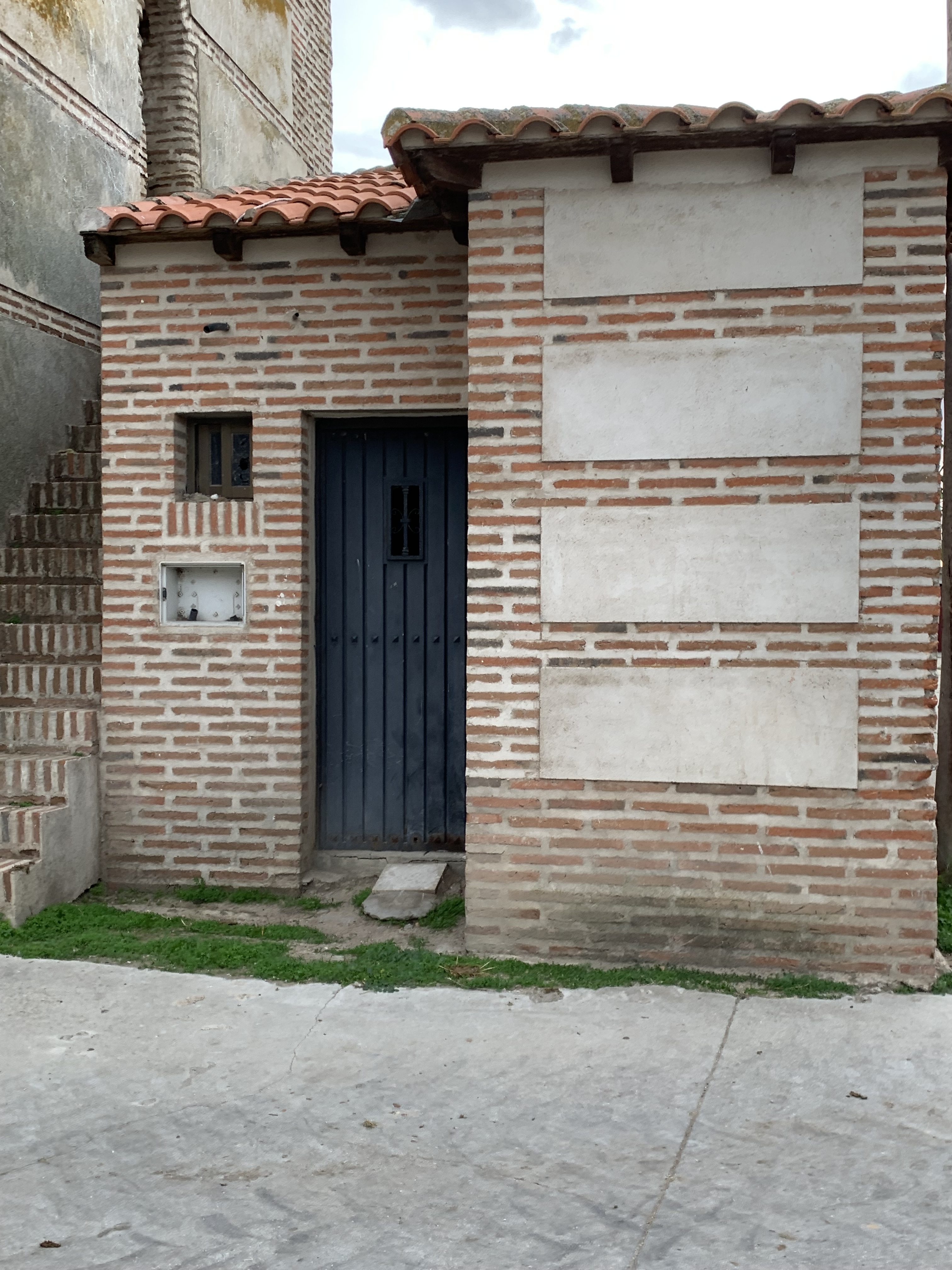
Caseta que albergaría los baños del proyecto del museo etnográfico.

En cuanto a su estado actual, la torre se ha utilizado como almacén de objetos misceláneos finales del siglo XX y principios del siglo XXI. En 2001, se intentó convertirla en un museo etnográfico, construyendo incluso baños en su exterior,en una caseta que imita la arquitectura,  pero el proyecto no pasó de la colocación de una placa conmemorativa. A pesar de estas transformaciones, la torre sigue siendo un testimonio importante de la historia y la evolución de la localidad, manteniendo su valor arquitectónico y cultural.

## Valor histórico artístico

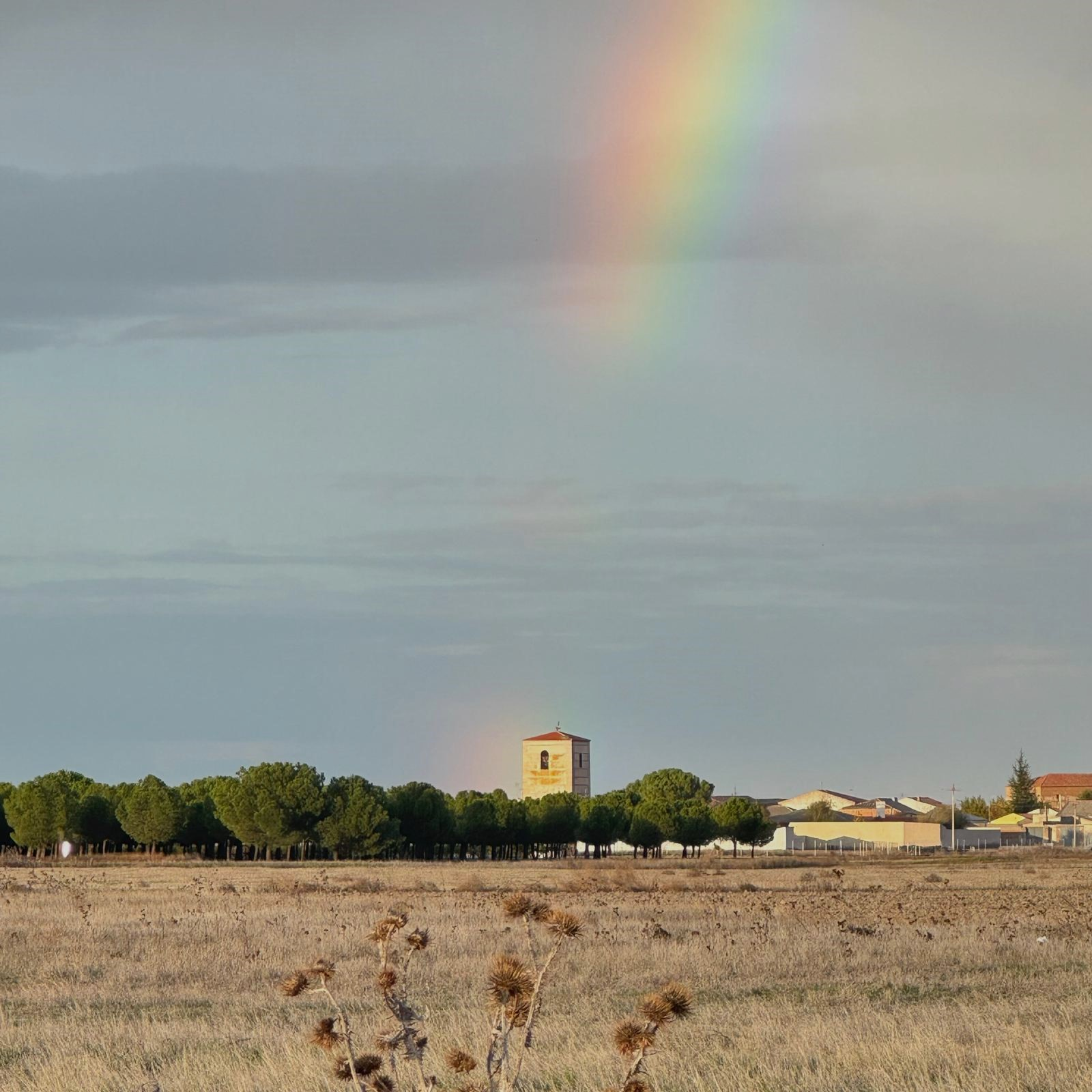
Vista de la Torre de Vigilancia, desde Castellanos de Zapardiel, un día de lluvia

La Torre de San Esteban de Zapardiel tiene un destacado valor histórico, artístico y arquitectónico, especialmente en el contexto de la arquitectura mudéjar de la Moraña. La torre de vigilancia de San Esteban como muchas otras, todavía no está ni inventariada ni catalogada, amenazando a su estado de conservación actual y venidero. Este estilo refleja la fusión  entre la población cristiana y musulmana durante la Reconquista, cuando la población musulmana fue absorbida por los nuevos pobladores cristianos, que necesitaban mano de obra para la repoblación. La construcción de estas torres, como la de San Esteban, atestigua el trabajo colectivo de las comunidades locales en un momento de grandes tensiones, y refleja la influencia de la tradición islámica en las técnicas constructivas.
En términos artísticos, la torre es un ejemplo de la arquitectura popular que utilizaba materiales como el ladrillo de tejar y la mampostería de cantos de río. La elección de estos materiales no solo responde a la economía y la disponibilidad de recursos, sino también a un sentido estético y de funcionalidad. Aunque la torre fue construida principalmente para la defensa, se puede observar una intención decorativa en los cajones de mampostería, con la colocación de los cantos de río que crean relieves y texturas en sus muros. Esto demuestra que, a pesar de su carácter utilitario, los constructores no descuidaron la belleza en la arquitectura.
Desde un punto de vista arquitectónico y etnográfico, la torre es un vestigio histórico que refleja la situación social y cultural del norte de Ávila en la época medieval. La torre de San Esteban es única en la tipología de las torres de vigilancia de la Baja Moraña, ya que está separada del templo, lo que impidió la construcción de la iglesia adyacente. Esta característica, junto con su conservación, la convierte en un ejemplo singular de la arquitectura defensiva de la época.
En cuanto a su valor paisajístico, la torre se destaca como un elemento emblemático del horizonte del pueblo, formando parte de una hilera de torres de vigilancia que conectan diversas localidades cercanas, creando un vínculo visual y cultural en el paisaje.
En resumen, la Torre de San Esteban de Zapardiel es un patrimonio histórico, arquitectónico y cultural que refleja la convivencia de influencias islámicas y cristianas, y es un testimonio de la arquitectura defensiva medieval. Su valor está relacionado tanto con su función histórica como con su contribución al paisaje cultural de la Moraña. 